# Красносолнечная улица
Красносо́лнечная у́лица — улица Москвы в районе Косино-Ухтомский Восточного административного округа. Проходит от Заозёрной улицы до Муромской улицы.

## История
Красносолнечная улица появилась на территории бывшего рабочего посёлка Косино. Происхождение названия неизвестно. После включения рабочего посёлка в состав Москвы улица сохранила своё название. В 1986 году к ней была присоединена бывшая Полевая улица.

## Описание
Красносолнечная улица берёт своё начало у Заозёрной улицы и идёт на юг до дома № 7А, где поворачивает на запад (здесь имеется проезд на Большую Косинскую улицу, который был частью присоединённой к Красносолнечной Полевой улицы), после чего идёт параллельно Муромской улице, упираясь в неё после поворота последней на север.

## Здания и сооружения
Улица застроена преимущественно малоэтажными жилыми домами. Имеются 6 многоквартирных домов 1950—1960 годов постройки. На улице расположена Городская поликлиника № 66 филиал № 3 Департамента здравоохранения города Москвы.

## Транспорт
По Красносолнечной улице не курсирует общественный транспорт. Однако у места соприкосновения Красносолнечной улицы и Большой Косинской находятся остановки автобусов: № 602, 723, 772, 773, 79. Также в 6 минутах езды от улицы находится Новоухтомское шоссе. Ближайшие станции метро — «Косино» и «Лермонтовский проспект».